# کوه کناف
کوه کناف (به لاتین: Kneiff) یک کوه در لوکزامبورگ است که در ترواویرژ واقع شده‌است. کوه کناف ۵۶۰ متر بالاتر از سطح دریا واقع شده‌است.